# Kristján Eldjárn
Kristján Eldjárn Þórarinsson Eldjárn (Dalvíkurbyggð, 6 dicembre 1916 – Cleveland, 14 settembre 1982) è stato un politico islandese.
Fu il terzo presidente dell'Islanda, dal 1968 al 1980.
Era un archeologo e direttore del museo nazionale.
Candidato senza speranza alle elezioni presidenziali del 1968, le vince con il 65,6% contro l'ambasciatore Gunnar Thoroddsen che nei sondaggi aveva il 70% dei voti.

## Onorificenze

### Onorificenze islandesi
Personalmente è stato insignito dei titoli di: